# Churchover
Churchover – wieś w Anglii, w hrabstwie Warwickshire, w dystrykcie Rugby. Leży 29 km na północny wschód od miasta Warwick i 127 km na północny zachód od Londynu. W 2001 miejscowość liczyła 230 mieszkańców.